# 禾羽
禾羽（英語：Kimi，1996年5月31日—），舊名張雅涵，台灣女舞者、平面模特兒、歌手、演員。前樂天桃猿Rakuten Girls，現任富邦捍將Fubon Angel。

## 簡歷
禾羽有一弟，曾就讀東吳高級工業家事職業學校，19歲時成為外拍模特兒。2018年推出第一本寫真集《XX KIKI》。2020年在三立台灣台《戲說台灣》中飾演「蘭花精」。2021年推出第六本寫真集《25.Kimi醬》，同年5月與唱片公司美樂帝國際創藝合作推出翻唱單曲《大田後生仔》。

## 啦啦隊生涯
2022年2月擔任「樂天女孩練習生」，於同年3月底成為中華職棒樂天桃猿啦啦隊「Rakuten Girls」的正式成員。

2025年8月10日聖地牙哥教士台灣日

2023年3月3日，樂天球團宣布，張雅涵與Rakuten Girls隊長籃籃、林襄、Yuri、苡萱及孟潔受邀參與美國職業棒球大聯盟於8月27日舉辦的第18屆大都會台灣日（Mets Taiwan Day）。
2024年初，升為Rakuten Girls副隊長。
2025年1月13日，樂天球團宣布「禾羽」離開Rakuten Girls。
2025年2月14日，富邦球團宣布「禾羽」加入Fubon Angels。
2025年6月2日，富邦球團宣布「禾羽」受邀參與美國職業棒球大聯盟於8月10日舉辦的第一屆聖地牙哥教士台灣日首唱。

## 演藝生涯
2023年12月30日，舉辦人生首場個人演唱會。
2024年12月，張雅涵接受CTWANT專訪時證實，已提前於11月底與莉奈文創解約，最大原因是年齡。
2025年1月1日，在IG與粉專宣布改名「禾羽」，並透露這個名字承載了她的成長、夢想，也象徵著未來想帶給大家的能量，並與「張雅涵」這名字說再見。
2025年5月15日，擔任中華民國保護動物協會年度代言人。

## 主持作品

### 網路節目
| 年份 | 名稱         | 備註                                                                           |
| 2023 | 《懿想天開》 | 與李懿、陳詩雅、倪暄、巫苡萱、籃籃、曲羿、林襄、林馨、冼迪琦、廖苡任共同主持。 |

## 啦啦隊經歷

### 棒球之啦啦隊
| 年份       | 隊伍名稱      | 備註                       |
| 2022－2024 | Rakuten Girls | 中華職棒樂天桃猿專屬啦啦隊 |
| 2025－     | Fubon Angels  | 中華職棒富邦悍將專屬啦啦隊 |

## 演出作品

### 戲劇節目
| 年份 | 名稱                       | 飾演   |
| 2020 | 戲說台灣《斷緣拼月老》     | 映月   |
| 2020 | 戲說台灣《武財神治虎豹母》 | 張玉環 |
| 2021 | 戲說台灣《毛蟹穴奇冤》     | 王水仙 |
| 2021 | 戲說台灣《帝爺公惜蘭花》   | 花丹   |

### 綜藝節目
| 年份 | 名稱                                              | 備註                   |
| 2018 | ETtoday新聞雲、臺灣電視台、中天綜合台《聲林之王》 |                        |
| 2020 | 三立電視台《國光幫幫忙》                          | 來賓                   |
| 2022 | 民視無線台、八大電視《綜藝新時代》                | 來賓                   |
| 2022 | Vidol《懿想天開》                                 | 來賓，2023年升格主持群 |
| 2023 | 香港無綫電視J2《自然系女子旅行》                  | 來賓                   |
| 2023 | 香港無綫電視J2《自然系女子日本旅行》              | 來賓                   |
| 2024 | HOY TV《女神同行》                                | 來賓                   |
| 2024 | 中天電視台《同學來了》                            | 來賓                   |
| 2024 | 三立電視台《綜藝玩很大》                          | 來賓                   |
| 2024 | 東森電視台《女孩好野》                            | 來賓                   |
| 2025 | 中天電視台《同學來了》                            | 來賓                   |

### 電影
| 年份 | 名稱        | 備註                   |
| 2004 | 《史瑞克2》 | 神仙教母演唱時的配音員 |

### 迷你影集
| 年份 | 名稱                                  | 備註 |
| 2025 | 最孤獨的小酒館EP5《走出洞穴的工程師》 |      |

## 音樂作品
| 年份   | 歌名               | 備註                          |
| 2020年 | 《你的女朋友》     | 第一張個人單曲                |
| 2021年 | 《大田後生仔》     | 第二張單曲(原曲授權)          |
| 2022年 | 《Rise Up》        | 與Rakuten Girls共同演出       |
| 2022年 | 《be the one》     | 第三張個人單曲                |
| 2023年 | 《任性的韌性》     | 第四張個人單曲                |
| 2023年 | 《涵氧女孩》       | 第五張個人單曲                |
| 2023年 | 《Ready Go》       | 與Rakuten Girls共同演出       |
| 2023年 | 《給你了》         | 與林襄、霖霖共同演唱          |
| 2024年 | 《我可以不再想你》 | 第六張個人單曲                |
| 2024年 | 《Big Dream》      | 與Rakuten Girls(紅隊)共同演出 |
| 2025年 | 《尋寶》           | 不浪了！年度公益系列活動單曲  |

## 書籍

### 寫真
| 名稱           | 備註                   |
| 《XX KIKI》    | 2018年個人寫真集       |
| 《kimi23物語》 | 2019年個人寫真集       |
| 《24個Kimi》   | 2020年個人寫真集       |
| 《25•kimi醬》  | 2021年個人寫真集       |
| 《Be The One》 | 2023年樂天女孩寫真桌曆 |
| 《涵氧女孩》   | 2023年個人同名寫真單曲 |

## 廣告代言

### 手遊代言
| 年份 | 名稱                 | 備註               |
| 2023 | 《永恆島LaTale》     |                    |
| 2024 | 《逆水寒》           |                    |
| 2025 | 《星河訣愛》         | 「星之女神」代言人 |
| 2025 | 《奇蹟MU：暴走之翼》 | 女神推薦官         |

## 外部連結
- 禾羽 Kimi的Facebook專頁
- 禾羽 Kimi的Instagram帳戶